# August Heinrich d’Autel
August Heinrich d’Autel (* 1. November 1779 in Heilbronn; † 30. September 1835 in Stuttgart) war Oberhofprediger und Oberkonsistorialrat in Stuttgart. Er machte sich vor allem um das Volksschulwesen verdient und initiierte den Bau des Lehrerseminars in Esslingen.

## Leben
Er entstammte der Heilbronner Familie Dautel, hat seinen Namen aber während der napoleonischen Herrschaftszeit französiert. D’Autel besuchte das Heilbronner Gymnasium und studierte von 1796 bis 1799 Theologie in Jena. Er kehrte 1800 als Geistlicher in seine Vaterstadt Heilbronn zurück, wo er sich durch sein Predigertalent auszeichnete und sich auch besonders dem Schulwesen widmete. 1808 berief ihn König Friedrich von Württemberg in das Amt des Hofkaplans und ernannte ihn zugleich zum Assessor im Stuttgarter Konsistorium. 1812 wurde er Hofprediger und Oberkonsistorialrat, 1814 Oberhofprediger und Feldpropst, 1826 auch Vorstand der königlichen Kommission für die Erziehungshäuser. 
Im Konsistorium widmete sich d'Autel wie zuvor schon in Heilbronn erneut dem Volksschulwesen. Auf seinen Antrag geht der Bau des Esslinger Lehrerseminars zurück, das 1811 fertiggestellt wurde. Neben einigen geistlichen Schriften veröffentlichte d'Autel auch ein Werk über das Schulwesen und war ab 1819 Mitherausgeber der Freimüthigen Jahrbücher der allgemeinen deutschen Volksschulen mit besonderer Hinsicht auf West- und Süd-Deutschland. 
1812 wurde d'Autel mit dem Civil-Verdienst-Orden, 1814 mit dem Orden des Goldenen Adlers ausgezeichnet. Der 1800 mit der Pfarrerstochter Eberhardine Christiana Orth (1773–1846) geschlossenen Ehe entstammten zwei Kinder.

## Schriften
- Communionbuch für denkende Christen, 1807
- Prüfung des Werthes des Pestalozzi’schen Methode, 1810
- Predigten, 1814, 1818 sowie posthume 3. Sammlung 1837